# 톰 캐럴
토머스 제임스 "톰" 캐럴(Thomas James "Tom" Carroll, 1992년 5월 28일 ~ )는 잉글랜드의 축구 선수이다. 포지션은 미드필더이며, 엑서터 시티에서 활약하고 있다.